# North of Scotland Cup 1998–99
 North of Scotland Cup 1998–99  với đội vô địch là Elgin City

## Các đội tham gia mùa giải 1998–99
- Brora Rangers
- Clachnacuddin
- Elgin City
- Forres Mechanics
- Fort William
- Golspie Sutherland
- Inverness Caledonian Thistle 'A'
- Lossiemouth
- Nairn County
- Ross County 'A'
- Rothes
- Wick Academy

## Vòng Một
| Đội nhà      | Tỉ số | Đội khách                        |
| ------------ | ----- | -------------------------------- |
| Fort William | 0-1   | Ross County 'A'                  |
| Rothes       | 1-0   | Clachnacuddin                    |
| Nairn County | 1-0   | Inverness Caledonian Thistle 'A' |
| Wick Academy | 1-2   | Lossiemouth                      |

## Vòng Hai
| Đội nhà         | Tỉ số | Đội khách          |
| --------------- | ----- | ------------------ |
| Elgin City      | 4-0   | Golspie Sutherland |
| Ross County 'A' | 2-1   | Forres Mechanics   |
| Nairn County    | 0-4   | Brora Rangers      |
| Rothes          | 3-0   | Lossiemouth        |

## Bán kết
| Đội nhà       | Tỉ số | Đội khách       |
| ------------- | ----- | --------------- |
| Brora Rangers | 0-3   | Elgin City      |
| Rothes        | 3-1   | Ross County 'A' |

## Chung kết
| Elgin City      | v | Rothes |
| --------------- | - | ------ |
| Cameron Dunsire |   |        |